# Zellfusion
Als Zellfusion (auch Zellverschmelzung oder Synzytose) wird die Verschmelzung der Plasmamembranen zweier Zellen bezeichnet. Sie gehört zu den Methoden der grünen Gentechnik.
Sie kommt spontan vor, kann aber auch in Petrischalen herbeigeführt werden (z. B. durch elektrische Impulse, Polyethylenglykol oder durch Anheftung inaktivierter Viren an die Plasmamembran).
Sofern lediglich die Zellmembranen verschmelzen, besitzt die so entstehende Hybridzelle zwei Zellkerne, sie wird Heterokaryon (Cybride) genannt. Fusionieren auch die Kernmembranen, entsteht eine Zelle mit nur einem Kern, aber dem vierfachen Chromosomensatz. Die Fusion zweier Zellen ist ein essentieller Schritt der Hybridomtechnik zur Gewinnung monoklonaler Antikörper. Sie wird außerdem in der Landwirtschaft beim umstrittenen CMS-Verfahren angewandt.
Eine Zellfusion kommt natürlich bei der Syncytienbildung durch fusogene Proteine vor.